# Cymbidium parishii
Cymbidium parishii Rchb.f., 1874 è una pianta della famiglia delle Orchidacee endemica del Myanmar.

## Descrizione
C. parishii è un'orchidea di grandi dimensioni, con crescita epifita. Presenta pseudobulbi fusiformi, avvolti alla base da guaine fogliari persistenti e portanti all'apice 11-14 foglie ligulate, acute, inegualmente bilobate all'apice. 
La fioritura avviene normalmente in primavera-estate, mediante un'infiorescenza ascellare, racemosa, lunga fino a 25 centimetri, recante brattee floreali cilindriche e portante 2 o 3 fiori che non si aprono del tutto. I fiori sono appariscenti, profumati e presentano sepali e petali bianchi e labello  trilobato a lobi rialzati di colore bianco maculato di rosso scuro o viola alla periferia e di giallo o arancione al centro

## Distribuzione e habitat
C. parishii è endemica del Myanmar, dove cresce epifita sugli alberi di foreste montane a quote intorno ai 1600 metri sul livello del mare.

## Coltivazione
Questa specie è meglio coltivata in vasi contenenti terriccio fertile, a mezz'ombra, con temperature miti, durante la fioritura è consigliabile aumentare un po' la temperatura e fornire acqua e fertilizzante.